# 데인트리반지꼬리주머니쥐
데인트리반지꼬리주머니쥐(Pseudochirulus cinereus)는 반지꼬리주머니쥐과에 속하는 유대류의 일종이다. 오스트레일리아 퀸즐랜드주 북동부에서 발견된다. 오랫동안 허버트강반지꼬리주머니쥐(P. herbertensis)와 같은 종으로 간주해 왔지만, 최근에 분리되었다. 두 종은 외모가 상당히 다르다. 데인트리반지꼬리주머니쥐는 황갈색 또는 갈색을 띠며, 여우원숭이를 닮은 여우원숭이반지꼬리주머니쥐와 외모가 비슷하다. 카빈 테이블랜드와 윈저 산 테이블랜드 그리고 손튼 고지의 단층지괴 지역의 케언스 북쪽의 단지 세 군데 열대 우림 산지에서만 발견된다.